# 諾伊邁爾海峽

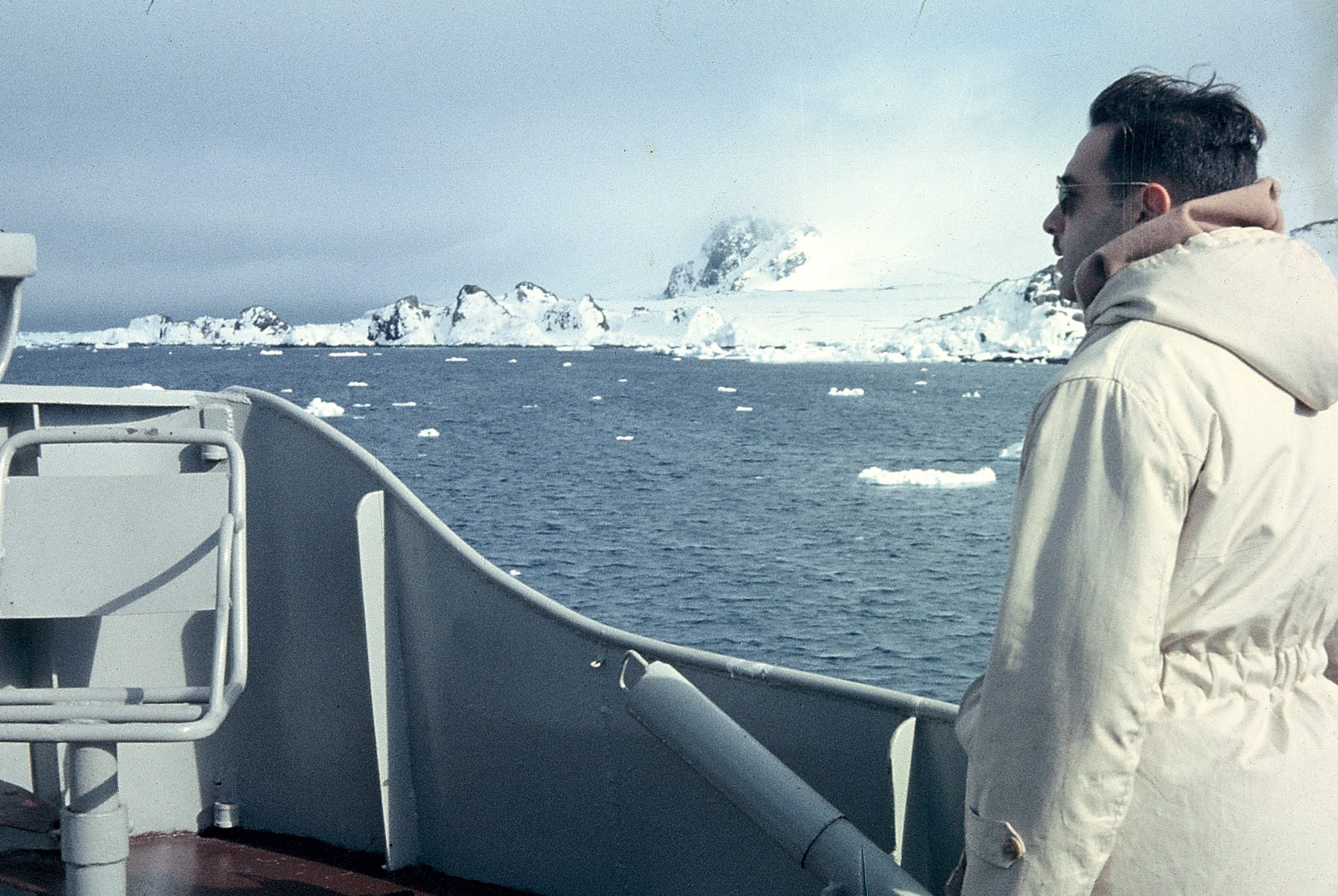

諾伊邁爾海峽（英語：Neumayer Channel）是南極洲的海峽，長26公里、寬2.4公里，分隔昂韋爾島、溫克島和杜默島，屬於帕默群島的一部分，現時由南極條約體系管理。